# Waco O'Guin
Waco O'Guin (Lakeland, 24 giugno 1975) è un comico, attore, doppiatore, animatore, sceneggiatore e produttore televisivo statunitense.
È noto soprattutto per essere il creatore delle serie animate Brickleberry, di Comedy Central, e Paradise Police, di Netflix. 

## Biografia
Originario di Lakeland, in Georgia, Waco O'Guin si è diplomato alla Lanier High School (l'attuale Central High School) in Macon nel 1993.
Si è laureato all'Università della Georgia nel 2000. Ha vissuto parte della sua vita a Athens e attualmente risiede a Burbank, in California.

## Carriera
Nel 1999, mentre era studente all'Università della Georgia, O'Guin diventò partner creativo insieme al comico
Roger Black. Nel 2012, insieme a Black, diventa creatore e produttore esecutivo della serie animata Brickleberry di Comedy Central. O'Guin e Black sono stati ispirati a creare Brickleberry dal suocero di O'Guin, un ex ranger del Parco nazionale di Yellowstone di nome Woody, e dai cartoni dell'Orso Yoghi. Nel 2005, sempre insieme a Black, ha creato e recitato nella serie televisiva Stankervison di MTV2, in The DAMN! Show e un'altra serie sul vecchio sito web Super Deluxe della Turner. Nel 2018 O'Guin e Black hanno creato la serie animata Paradise Police sul servizio di video on demand Netflix.

## Filmografia

### Attore
- The Damn! Show – serie TV, (2005)
- Stankervision – serie TV, 8 episodi (2005)

### Doppiatore
- Brickleberry – serie animata, 30 episodi (2012-2015)
- Legends of Chamberlain Heights – serie animata, episodio 2x6 (2017)
- Paradise Police – serie animata, 10 episodi (2018)

### Animatore
- The Damn! Show – serie TV, (2005)
- Stankervision – serie TV, 8 episodi (2005)

### Sceneggiatore
- The Damn! Show – serie TV, (2005)
- Stankervision – serie TV, 8 episodi (2005)
- Brickleberry – serie animata, 36 episodi (2012-2015)
- MADtv – serie TV, episodio 15x1 (2016)
- Paradise Police – serie animata, 4 episodi (2018)

### Produttore esecutivo
- Brickleberry – serie animata, 36 episodi (2012-2015)
- Paradise Police – serie animata, 10 episodi (2018)

## Doppiatori italiani
Da doppiatore è sostituito da:
- Nicola Braile in Brickleberry (Bobby Possumcods)
- Lorenzo Scattorin in Paradise Police (Robbie, 1ª voce)
- Oreste Baldini in Paradise Police (Robbie, 2ª voce)
- Pierluigi Astore in Paradise Police (Pugno di pinna, 1ª voce)
- Roberto Fidecaro in Paradise Police (Pugno di pinna, 2ª voce)